# Electric River
Der Electric River ist ein Fluss im Südwesten der Südinsel Neuseelands. Er entspringt an den Hängen eines Talkessels östlich des Nordendes des Lake Hauroko und fließt in insgesamt vorwiegend südöstlicher Richtung an der Nordflanke der Kaherekoau Mountains entlang bis zu seiner Mündung in die June Bay des Lake Monowai. Der Name wurde in Anerkennung des Lake Monowai power scheme vergeben.